# Demonax albotrifasciatus
Demonax albotrifasciatus là một loài bọ cánh cứng trong họ Cerambycidae.